# Great Pond
Great Pond és una població dels Estats Units a l'estat de Maine (EUA). Segons el cens del 2000 tenia 47 habitants.

## Demografia
Segons el cens del 2000, Great Pond tenia 47 habitants, 19 habitatges, i 14 famílies. La densitat de població era de 0,5 habitants/km².
Dels 19 habitatges en un 42,1% hi vivien nens de menys de 18 anys, en un 63,2% hi vivien parelles casades, en un 5,3% dones solteres, i en un 26,3% no eren unitats familiars. En el 21,1% dels habitatges hi vivien persones soles el 15,8% de les quals corresponia a persones de 65 anys o més que vivien soles. El nombre mitjà de persones vivint en cada habitatge era de 2,47 i el nombre mitjà de persones que vivien en cada família era de 2,79.
Per edats la població es repartia de la següent manera: un 27,7% tenia menys de 18 anys, un 4,3% entre 18 i 24, un 27,7% entre 25 i 44, un 23,4% de 45 a 60 i un 17% 65 anys o més.
L'edat mediana era de 41 anys. Per cada 100 dones de 18 o més anys hi havia 112,5 homes.
La renda mediana per habitatge era de 32.083 $ i la renda mediana per família de 32.083 $. Els homes tenien una renda mediana de 32.250 $ mentre que les dones 0 $. La renda per capita de la població era de 16.207 $. Cap de les famílies i el 4,8% de la població estaven per davall del llindar de pobresa.